# 貓頭鷹守護神：逃離聖鬼鴞學院
下面的转换组仅对“大陆简体”和“台湾正体”语言有效。请注意你的语言变种设置。
《貓頭鷹守護神：逃離聖鬼鴞學院》（英語：Guardians of Ga'Hoole: The Capture）是美國作家凱瑟琳·拉斯基的系列奇幻文學作品《猫头鹰王国》的第一本。小說的英文原版在2003年6月1日出版，而中文版則在2011年3月1日出版。

## 情節概述
原本住在「提托森林王國」（Forest Kingdom of Tyto）的小倉鴞索倫（Soren），因遭受哥哥克勞德（Kludd）的暗算，被推出窩後，被聖鬼鴞學院（St.Aegolius Academy of Orphaned Owls）的邪惡貓頭鷹俘虜。索倫來到聖鬼鴞學院，發現他們嘗試囚禁所有世界各地的小貓頭鷹，把他們訓練成為一支邪惡的強大兵團。認識到好朋友－姬鴞吉爾菲（Gylfie）。二鴞除了要夜夜要抵抗「月光催眠」（Moon Blinked），還要暗中學習飛行。到底索倫和吉爾菲可不可以逃離聖鬼鴞學院呢？